# Missing Persons
Missing Persons est un groupe américain fondé en 1980 à Los Angeles par le guitariste Warren Cuccurullo, la chanteuse Dale Bozzio et le batteur  Terry Bozzio. Dale et Terry Bozzio se sont rencontrés alors qu'ils étaient membres du groupe de scène de Frank Zappa et se sont mariés en 1979

## Biographie
Le titre Destination Unknown extrait de l'album Spring Session M est repris par les Smashing Pumpkins en 1996 comme face B de leur single Bullet with Butterfly Wings.

## Discographie
Albums
EP

## Classements
| Année | Album              | Billboard 200 | Certification |
| ----- | ------------------ | ------------- | ------------- |
| 1982  | Spring Session M   | 17            | Or            |
| 1984  | Rhyme & Reason     | 43            | -             |
| 1986  | Color in Your Life | 88            | -             |